# 図書委員長の品格
『図書委員長の品格』（としょいいんちょうのひんかく）は、紺野比奈子による日本の漫画。双葉社の『コミックハイ!』にて2010年4月号から連載開始した。2012年1月号から作者の体調不良のため休載したが、2015年に『コミックハイ!』が休刊、さらに作者が死去し、本作は未完で絶筆となった。

## 単行本
- 紺野比奈子『図書委員長の品格』 双葉社〈アクションコミックスコミックハイブランド〉、全3巻

1. 2010年11月12日発売 ISBN 978-4-575-83835-0[3]
2. 2011年5月12日発売 ISBN 978-4-575-83908-1[4]
3. 2011年11月11日発売 ISBN 978-4-575-83985-2[5]